# Michael Weimer
Michael Weimer (* 14. Januar 1946 in Dresden) ist ein deutscher Fotograf.

## Leben
Der Sohn des Fotografen Friedrich Weimer besuchte in Dresden von 1952 bis 1960 die Grundschule und danach von 1960 bis 1964 die Erweiterte Oberschule, an der er das Abitur ablegte.
Von 1964 bis 1966 schloss sich eine Fotografenlehre im elterlichen Handwerksbetrieb an. 1970–1974 absolvierte er ein Fernstudium an der Hochschule für Grafik und Buchkunst in Leipzig, das er mit dem Abschluss als Fotograf beendete.
Von 1966 bis 1991 war er als solcher für angewandte Fotografie in der väterlichen Firma angestellt. 1992 übernahm er dieselbe und ist seither auf den Gebieten der Industrie-, Möbel-, Sach- und Architekturfotografie tätig.

## Werk
Von 1991 bis 2000 beteiligte sich Michael Weimer an der Dokumentation der Bau- und Kunstdenkmale auf dem Gebiet der ehemaligen DDR, ein Projekt, das die Deutsche Fotothek zusammen mit dem Bildarchiv Foto Marburg – gefördert von der VolkswagenStiftung – übernommen und realisiert hatte. In diesem Zeitraum fertigte Michael Weimer etwa 6700 Neuaufnahmen für den Bestand der Abteilung Deutsche Fotothek der Sächsischen Landesbibliothek – Staats- und Universitätsbibliothek Dresden (SLUB) an.